# Чёрно-белая кобра
Чёрно-белая кобра (лат. Naja melanoleuca) — ядовитая змея из семейства аспидов (Elapidae).
Общая длина достигает 1,4—2,2 м, максимальная длина — 2,7 м. Голова небольшая, морда заострённая, несколько приподнята вверх. Туловище мускулистое, мощное. Молодые особи имеют узкие белые полоски на тёмном фоне туловища, а взрослые окрашены в тёмно-бурый или чёрный цвет с металлическим отливом. Брюхо жёлтого цвета, испещрено чёрными пятнами и полосами.
Любит лесную местность, саванны. Хорошо лазает по деревьям. Встречается на высоте до 2800 метров над уровнем моря. Активна днём. Питается земноводными, птицами, рыбой, ящерицами, мелкими варанами, грызунами.
Яйцекладущая змея. Самки откладывают в дуплах деревьев, в норах от 11 до 26 яиц. Через 55—70 дней появляются молодые кобры длиной 35—40 см.
Продолжительность жизни в природе 12 лет, в неволе — до 29 лет.
Яд содержит нейротоксины и является вторым среди всех африканских змей по силе воздействия после яда капской кобры.
Обитает в Западной и Центральной Африке от Сенегала и Габона (на западе) до Эфиопии и Сомали — на востоке (кроме Эритреи), от Нигера и Чада (на севере) до Анголы, Зимбабве, Замбии и Мозамбика — на юге.